# Campeonato caboverdiano de fútbol 2011
El Campeonato caboverdiano de fútbol 2011 es la 32.ª edición desde la independencia de Cabo Verde. Empezó el 14 de mayo de 2011 y terminó el 9 de julio de 2011. El torneo lo organiza la Federación caboverdiana de fútbol (FCF).
FC Boavista es el equipo defensor del título. Un total de 11 equipos participaron en la competición, el campeón de la edición anterior y los campeones de las 10 ligas regionales. Este año la isla Brava no llevó ningún participante al no haber disputado su liga correspondiente

## Equipos participantes
- FC Boavista campeón del Campeonato caboverdiano de fútbol 2010
- Sport Clube Sal Rei campeón del Campeonato regional de Boavista
- Vulcânicos campeón del Campeonato regional de Fogo
- Onze Unidos; campeón del Campeonato Regional de Fútbol de Maio
- Académico do Aeroporto campeón del Campeonato regional de Sal
- Rosariense campeón del Campeonato regional de Santo Antão Norte
- Académica do Porto Novo campeón del Campeonato regional de Santo Antão Sur
- FC Ultramarina campeón del Campeonato regional de São Nicolau
- CS Mindelense campeón del Campeonato regional de São Vicente
- Benfica de Santa Cruz campeón del Campeonato regional de Santiago Norte
- Sporting Clube da Praia subcampeón del Campeonato regional de Santiago Sur

### Información de los equipos
| Equipo                  | Localidad      |
| ----------------------- | -------------- |
| Académico do Aeroporto  | Espargos       |
| Académica do Porto Novo | Porto Novo     |
| Benfica de Santa Cruz   | Santa Cruz     |
| FC Boavista             | Praia          |
| CS Mindelense           | Mindelo        |
| Onze Unidos             | n/d            |
| Rosariense              | Ribeira Grande |
| Sport Clube Sal Rei     | Sal Rei        |
| Sporting Clube da Praia | Praia          |
| FC Ultramarina          | Tarrafal       |
| Vulcânicos              | São Filipe     |

## Tabla de posiciones
Grupo A
|   | Equipo                      | PJ | PG | PE | PP | GF | GC | DG  | PTS |
| - | --------------------------- | -- | -- | -- | -- | -- | -- | --- | --- |
| 1 | CS Mindelense (C)           | 5  | 4  | 1  | 0  | 13 | 1  | +12 | 13  |
| 2 | Sporting Clube da Praia (C) | 5  | 4  | 0  | 1  | 7  | 2  | +5  | 12  |
| 3 | Benfica de Santa Cruz       | 5  | 2  | 2  | 1  | 5  | 4  | +1  | 8   |
| 4 | Vulcânicos                  | 4  | 1  | 1  | 2  | 3  | 9  | -6  | 4   |
| 5 | FC Ultramarina              | 5  | 1  | 0  | 4  | 6  | 11 | -5  | 3   |
| 6 | Sport Clube Sal Rei         | 4  | 0  | 0  | 4  | 1  | 8  | -7  | 0   |

Grupo B
|   | Equipo                      | PJ | PG | PE | PP | GF | GC | DG  | PTS |
| - | --------------------------- | -- | -- | -- | -- | -- | -- | --- | --- |
| 1 | Académica do Porto Novo (C) | 4  | 2  | 2  | 0  | 11 | 4  | +7  | 8   |
| 2 | Académico do Aeroporto (C)  | 4  | 2  | 2  | 0  | 8  | 5  | +3  | 8   |
| 3 | FC Boavista                 | 4  | 2  | 1  | 1  | 9  | 4  | +5  | 7   |
| 4 | Onze Unidos                 | 4  | 1  | 0  | 3  | 4  | 9  | -5  | 3   |
| 5 | Rosariense                  | 4  | 0  | 1  | 3  | 4  | 14 | -10 | 1   |

(C) Clasificado

## Resultados
| Ultramarina    | 3 - 1 | Sal Rei              | Orlando Rodrigues | 15 de mayo | 16:00 |
| Sporting Praia | 1 - 0 | Benfica Sta Cruz     |                   | 15 de mayo |       |
| Mindelense     | 6 - 0 | Vulcânicos           |                   | 15 de mayo |       |
| Boavista       | 0 - 0 | Académica Porto Novo |                   | 14 de mayo |       |
| Rosariense     | 1 - 1 | Académico Aeroporto  |                   | 14 de mayo |       |

| Sporting Praia      | 0 - 1 | Mindelense           |  | 21 de mayo |       |
| Sal Rei             | 0 - 1 | Benfica Sta Cruz     |  | 21 de mayo |       |
| Vulcânicos          | 1 - 0 | Ultramarina          |  | 21 de mayo | 16:00 |
| Onze Unidos         | 2 - 1 | Rosariense           |  | 21 de mayo |       |
| Académico Aeroporto | 2 - 2 | Académica Porto Novo |  | 21 de mayo |       |

| Mindelense           | 2 - 0 | Sal Rei        |               | 28 de mayo |
| Vulcânicos           | 1 - 2 | Sporting Praia | 5 de Julho    | 29 de mayo |
| Benfica Sta Cruz     | 3 - 2 | Ultramarina    | 25 de Julho   | 29 de mayo |
| Onze Unidos          | 1 - 2 | Boavista       | 20 de Janeiro | 28 de mayo |
| Académica Porto Novo | 5 - 2 | Rosariense     |               | 28 de mayo |

| Benfica Sta Cruz     | 1 - 1 | Vulcânicos     |                   | 4 de junio |
| Ultramarina          | 1 - 4 | Mindelense     | Orlando Rodrigues | 4 de junio |
| Sal Rei              | 0 - 2 | Sporting Praia |                   | 4 de junio |
| Académico Aeroporto  | 3 - 1 | Boavista       |                   | 4 de junio |
| Académica Porto Novo | 4 - 0 | Onze Unidos    |                   | 5 de junio |

| Vulcânicos     | canc. | Sal Rei             | 11 de junio |
| Mindelense     | 0 - 0 | Benfica Sta Cruz    | 12 de junio |
| Sporting Praia | 2 - 1 | Ultramarina         | 12 de junio |
| Boavista       | 6 - 0 | Rosariense          | 11 de junio |
| Onze Unidos    | 1 - 2 | Académico Aeroporto | 11 de junio |

## Fase Final
|  | Semifinales             | Semifinales             | Semifinales   | Semifinales | Semifinales |   |                         | Final                   | Final | Final | Final | Final |
|  |                         |                         |               |             |             |   |                         |                         |       |       |       |       |
|  | Sporting Clube da Praia | Sporting Clube da Praia | 1             | 4           | 5           |   |                         |                         |       |       |       |       |
|  | Académica do Porto Novo | Académica do Porto Novo | 2             | 0           | 2           |   |                         |                         |       |       |       |       |
|  |                         |                         |               |             |             |   | Sporting Clube da Praia | Sporting Clube da Praia | 0     | 0     | 0     |       |
|  |                         | CS Mindelense           | CS Mindelense | 1           | 0           | 1 |                         |                         |       |       |       |       |
|  | Académico do Aeroporto  | Académico do Aeroporto  | 1             | 1           | 2           |   |                         |                         |       |       |       |       |
|  | CS Mindelense           | CS Mindelense           | 2             | 0           | 2           |   |                         |                         |       |       |       |       |

* En primera fila, el equipo que ejerce de local en el partido de vuelta. 

### Semifinales
| 18 de junio de 2011 | Sporting Clube da Praia | 1:2 | Académica do Porto Novo | Estadio de Várzea, Praia |  |

| 18 de junio de 2011 | Académico do Aeroporto | 1:2 | CS Mindelense | Estadio Marcelo Leitão, Espargos |  |

| 25 de junio de 2011 | Académica do Porto Novo | 0:4 | Sporting Clube da Praia | Municipal do Porto Novo, Porto Novo |  |

| 25 de junio de 2011 | CS Mindelense | 0:1 | Académico do Aeroporto | Estadio Adérito Sena, Mindelo |  |

### Final
| 2 de julio de 2011 | Sporting Clube da Praia | 0:1 | CS Mindelense | Estadio de Várzea, Praia |  |

| 9 de julio de 2011 | CS Mindelense | 0:0 | Sporting Clube da Praia | Estadio Adérito Sena, Mindelo |  |
|                    |               |     |                         | Árbitro(s): Paulo Paixão      |  |

| Campeón CS Mindelense 8.o título |

## Estadísticas
- Mayores goleadas:

Mindelense 6 - 0 Vulcânicos (15 de mayo)
FC Boavista 6 - 0 Rosariense (11 de junio)